# Guimba, un tyran, une époque
Pour les articles homonymes, voir Guimba.
Pour plus de détails, voir Fiche technique et Distribution.
Guimba, un tyran, une époque, ou Guimba le tyran (en anglais : Guimba the Tyrant), est une comédie dramatique malienne en langue bambara (avec quelques éléments en peul), réalisée par le réalisateur malien Cheick Oumar Sissoko et sortie en 1995.

## Synopsis
Le film montre l'ascension et la chute d'un chef de village cruel et despotique Guimba et de son fils Jangine dans un village fictif du Sahel du Mali. Une partie de la narration se fait à travers le griot du village, et le film étant placé dans un ancien décor, cela donne une touche épique au film. Le cadre chronologique exact du film est difficile à déterminer, car il se déroule dans un village isolé, mais l'armement couramment utilisé est le tromblon. Cependant, une scène à l'extérieur du village présente un arbre de neem, une espèce introduite en Afrique à l'époque coloniale. Le film a des composants magiques, y compris une éclipse solaire provoquée par magie. Le casting n'a été que partiellement réalisé parmi les acteurs professionnels.
Le film a des accessoires, des costumes et des décors bien conçus, colorés et exotiques. Il a suscité des réponses mitigées de la part des critiques et a été loué pour sa beauté visuelle ,. La comédie burlesque est présente tout au long du film, tout comme la comédie à travers les actions du griot. Le scénario contient également de nombreux adages africains intéressants. La bande originale du film contient de la musique chantée dans d'anciens dialectes à l'aide d'instruments anciens.

## Critiques
Certains critiques ont trouvé des éléments de satire politique dans le film, en raison de la résistance du réalisateur Oumar Sissoko au dictateur malien Moussa Traoré.

## Terrain
Le film s'ouvre sur un griot du village récitant l'histoire de Guimba le tyran, de la famille Dunbuya . Le décor se déplace dans un vieux village malien dirigé par le chef diabolique et tyrannique Guimba et son fils nain Janguine. Janguine est fiancée depuis l'enfance à la beauté du village Kani de la famille Diarra - l'autre famille puissante du village. Janguine, cependant, a les yeux sur la mère bien dotée de Kani, Meya, et Guimba propose donc d'épouser Kani, demandant au père de Kani de divorcer afin que Janguine puisse épouser Meya. Quand il refuse, il est banni du village. Des manifestations éclatent, conduisant aux meurtres et à l'assujettissement.
Alors que le village est impliqué dans une guerre civile, Kani parvient à s'échapper au camp de son père à cheval avec Guimba en poursuivant sans succès. L'esclave de Guimba est également accueilli dans le camp rebelle. Elle est habillée de manière provocante et renvoyée au village, faisant tomber Guimba et Janguine pour elle. Guimba tue son fils à cause d'elle, et la chasse hors du village et dans un piège menant à sa chute.

## Fiche technique
- Titre original : GUIMBA, Un Tyran, Une Époque
- Titre français : GUIMBA, Un Tyran, Une Époque
- Réalisation : Cheick Oumar Sissoko
- Scénario : Cheick Oumar Sissoko
- Acteurs : Fatoumata Coulibaly (Sadio), Habib Dembélé (Sambou le griot), Lamine Diallo (Janguine), Maimouna Hélène Diarra (Meya), Balla Moussa Keita (Mambi), Cheick Oumar Maiga (Siriman), Mouneissa Maiga (Kani), Fabola Issa Traoré (Guimba)
- Compositeur :
- Musique :
- Montage :
- Photo :
- Attachée de presse (film) :
- Décorateur :
- Producteur :
- Mixage :
- Production : Centre National de la Cinématographie du Mali (CNCM), Direction de la Cinématographie Nationale, Kora Films
- Pays d'origine :  Mali  Burkina Faso  Allemagne
- Langue : Bambara, Peul et Français
- Genre : Fiction
- Durée : 93 minutes
- Dates de sortie :
  - 1995 en  France
  - 24 mai 1996 aux  États-Unis*

## Prix
- 1995 : Grand prix, FESPACO (Festival Panafricain du Film de Ouagadougou )